# Route 124 (Nouveau-Brunswick)
Pour les articles homonymes, voir Route 124.
La route 124 est une route du Nouveau-Brunswick longue de 35 km (22 mi).

## Description du tracé

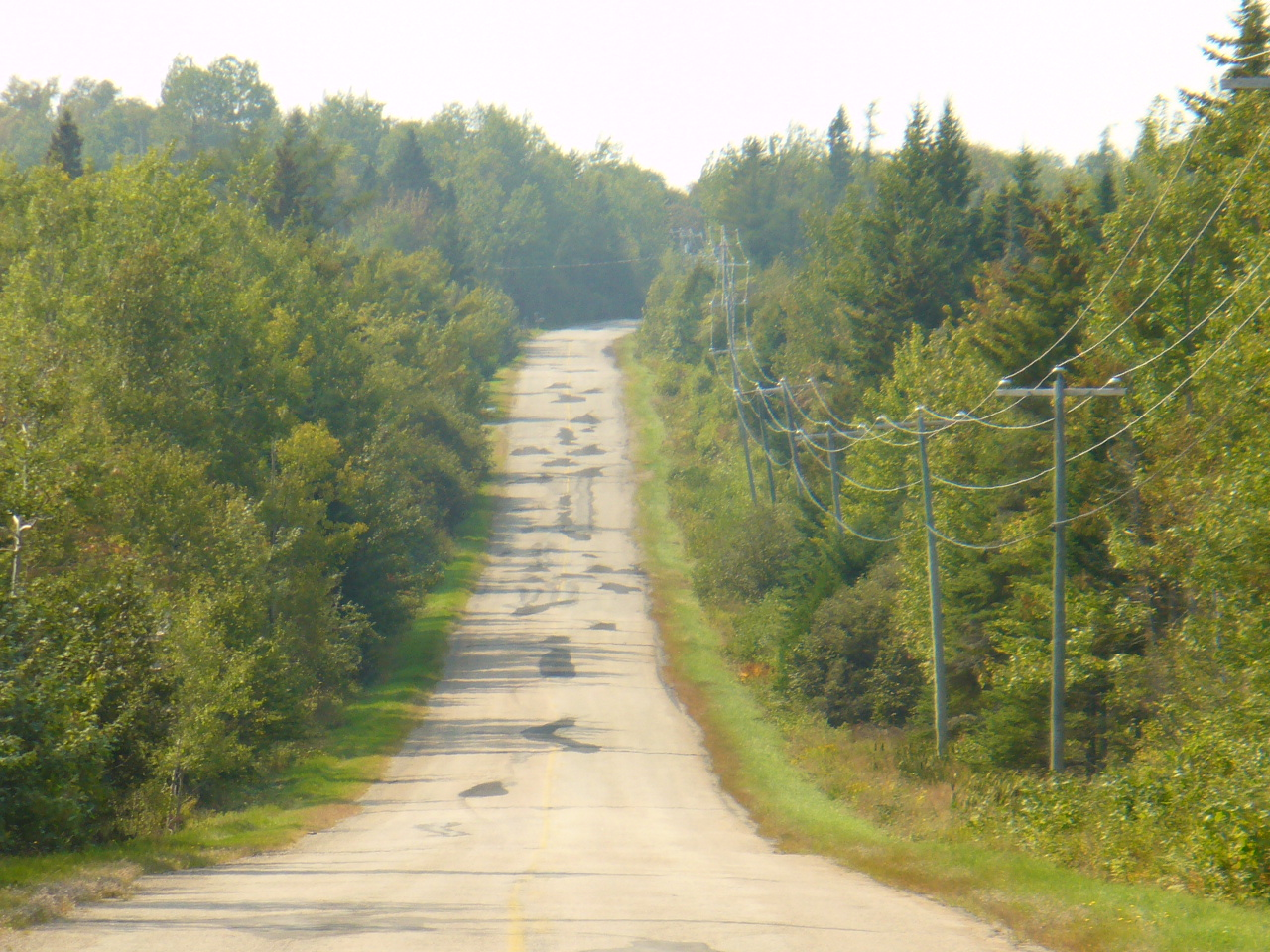
Section de la route 124 à Kars

La route 124 débute à l'intersection avec la route 102 à Evandale. Rapidement, elle traverse le fleuve Saint-Jean sur un traversier à câble pour atteindre Kars. Elle continue vers le nord-est jusqu'à Springfield, où elle bifurque vers le sud-est jusqu'à Norton, où elle rencontre la route 1. Elle se poursuit vers le sud-est comme route 865.

## Intersections principales
| Comté                 | Ville          | km    | Destinations                                            | Notes                                                      |
| --------------------- | -------------- | ----- | ------------------------------------------------------- | ---------------------------------------------------------- |
| Kings                 | Evandale       | 0,00  | NB-102 – Grand Bay-Westfield, Fredericton               |                                                            |
| Kings                 | Evandale       | 0,30  | Traverse le fleuve Saint-Jean via un traversier à câble | Traverse le fleuve Saint-Jean via un traversier à câble    |
| Kings                 | Kars           | 3,60  | NB-705 nord                                             | Terminus sud de la NB-705                                  |
| Kings                 | Hatfield Point | 16,80 | NB-710 nord – Cambridge-Narrows                         | Terminus sud de la NB-710                                  |
| Kings                 | Springfield    | 21,80 | NB-695 nord – Cambridge-Narrows                         | Terminus sud de la NB-695                                  |
| Kings                 | Springfield    | 22,40 | NB-870 nord vers NB-10                                  | Terminus sud de la NB-870                                  |
| Kings                 | Springfield    | 23,30 | NB-850 ouest                                            | Terminus est de la NB-850                                  |
| Kings                 | Midland        | 24,60 | NB-855 sud                                              | Terminus nord de la NB-855                                 |
| Kings                 | Norton         | 33,10 | NB-121 – Hampton, Sussex                                |                                                            |
| Kings                 | Norton         | 34,70 | NB-1 – Saint-Jean, Sussex NB-865 sud                    | La NB-124 est devient la NB-865 sud; sortie 175 de la NB-1 |
| - Transition de route |                |       |                                                         |                                                            |

## Annexe